# Yelena Potapenko
Yelena Potapenko (em ucraniano:  Елена Потапенко; Lugansk, 20 de abril de 1993) é uma pentatleta cazaque, nascida na Ucrânia. 

## Carreira
Potapenko representou seu país nos Jogos Olímpicos de Verão de 2016, terminando na nona colocação.